# Бланчардвил (Висконсин)
Бланчардвил (енгл. Blanchardville) град је у америчкој савезној држави Висконсин.

## Демографија
По попису из 2010. године број становника је 825, што је 19 (2,4%) становника више него 2000. године.
| Група             | 2000.       | 2010.       |
| Белци             | 798 (99,0%) | 809 (98,1%) |
| Афроамериканци    | 0 (0,0%)    | 1 (0,1%)    |
| Азијати           | 2 (0,2%)    | 2 (0,2%)    |
| Хиспаноамериканци | 3 (0,4%)    | 10 (1,2%)   |
| Укупно            | 806         | 825         |